# Mario López Estrada
Mario López Estrada (21 de março de 1938 – 20 de março de 2023) foi o primeiro bilionário e empresário de telecomunicações da Guatemala, sendo presidente da Tigo Guatemala, maior empresa de telecomunicações da Guatemala.
Nos anos noventa, Estrada iniciou o negócio de telecomunicações na Guatemala e à medida que o negócio global crescia, também crescia no país, o que permitia vantagem comercial antes que seus concorrentes abrissem subsidiárias no país.
Ele foi considerado o primeiro multimilionário da América Central a entrar na famosa lista da Forbes dos homens mais ricos do planeta em 2015.